# 1852

## أحداث
- تأسيس مدينة الجلفة وتقع حاليا في الجزائر.
- تأسيس مدينة لاتروب وتقع حاليا في الولايات المتحدة.
- 19 مارس: تأسيس مدينة ساو جوزية دو ريو بريتو وتقع حاليا في البرازيل.
- 5 أغسطس: تأسيس مدينة روساريو وتقع حاليا في الأرجنتين.
- حصار الأغواط في الفترة ما بين 21 نوفمبر و4 ديسمبر.
- نهاية حرب البلاتين في 3 فبراير 1852 والتي بدأت في 18 أغسطس 1851.
- نهاية حرب شلسفيغ الأولى في 8 مايو 1852 والتي بدأت في 24 مارس 1848.
- 3 سبتمبر - مظاهرات معادية لليهود اندلعت في ستوكهولم.

## مواليد
- آنا أنتوانيت فيبر فان بوس
- ألبرت ميكلسون
- أنطونيو غاودي
- حمود الصباح
- إميل فيشر
- البارون إمبان
- برناردينو دروفيتي
- بول دو كونستنت
- خليفة بن سعيد
- دانيل بورلي ولفول
- سانتياغو رامون إي كاخال
- طاهر الجزائري
- غونبه ياماموتو
- قسطنطين فيرينباخ
- ماساتاكه تيراأوتشي
- ميته كريمنيتس
- هربرت أسكويث
- هنري بيكريل
- هنري مواسان
- ويليام رامزي
- ياكوبس فانت هوف
- يعقوب صروف
- يوليوس ريتشارد بتري
- سليمان بن سحمان
- 3 نوفمبر - الإمبراطور ميجي، إمبراطور ياباني.
- الخديوي توفيق
- سلامة حجازي
- يعقوب صروف

## وفيات
- آدا لوفلايس
- آرثر ويلزلي
- أغسطس ويلبي نورثمور بوجن
- جورج إيفانز
- جورج والن
- لويس بريل
- نيقولاي غوغول